# Dipterocarpus caudatus
Dipterocarpus caudatus (лат.) — вид тропических деревьев рода Диптерокарпус семейства Диптерокарповые. Латинское название вида (caudatus = хвостатый) дано в связи с тем, что листья дерева имеют длинные и узкие концы. Высокое вечнозелёное дерево (высота до 50 метров). Произрастает в смешанных диптерокарпусовых лесах. Вид распространён на полуострове Малакка, Сингапуре, Калимантане и Суматре. Прочную древесину диптерокарпуса активно используют для строительства деревянных зданий. Из-за вырубки лесов в настоящее время вид находится под угрозой исчезновения. 